# 青春本我
《青春本我》（英語：Forever Young At Heart），是香港電視廣播有限公司製作拍攝的青春喜劇，監製為彭幼芳，總導演及編審為李敏，是《TVB攜手創無限節目巡禮2022》上所宣傳的十四部劇集之一，並由「銀迅控股」贊助播出。此劇大部份主要演員為選秀節目《聲夢傳奇》第一季學員及《盛·舞者》參賽者。
此劇為TVB New Wings Limited第八部推出的劇集，主要帶出學生面對家庭、感情、友情等煩惱，以及欺凌、抑鬱及怪獸家長等社會話題，使大眾關注青少年的精神健康。舞蹈編排麥秋成、排舞師李俊華、音樂總監Johnny Yim、配樂梁秉仁。

## 演員表

### 本我學院
成立日期為1966年9月1日

#### 教職員
| 演員       | 角色   | 暱稱／關係 |
| 王祖藍     | 朱智清 | 朱校監 校監兼前任中學部校長 說話重覆及沉悶 名字諧音：朱自清 |
| 鄧梓峰     | 柯 藍  | 柯校長 中學部校長 於第10集校園祭扮演巴斯光年 名字諧音並影射江戶川柯南／柯南道爾 |
| Johnny Yim | 莊力賢 | 莊校長 小學部校長 歌劇聲樂比賽之評判 於第5集登場 |
| 王灝兒     | 汪善美 | Miss Wong 本我學院校友 輔導心理學家，負責課外活動 經常遲到 以「青春常豬」毛公仔協助輔導學生心理困擾，該毛公仔亦為其吉祥物 何家欣的好友兼舊同學 曾經是葉坤之相親對象，自稱Françoise 於第2集登場 於第10集離職，並接受葉坤追求                                                 |
| 吳業坤     | 葉 坤  | 葉Sir 音樂科老師 曾經是汪善美之相親對象，自稱Juan 心儀汪善美，於第10集成功追求她 |
| 朱敏瀚     | 徐 夕  | 徐Sir 中文科老師 曾於英國劍橋大學亞洲及中東研究院研習中文 陳婷之暗戀對象，於第6集拒絕其 喜歡教授徐志摩的詩 於第6集與安狄合辦「海枯石爛火山岩觀賞團」 於第10集校園祭扮演徐志摩 名字諧音：除夕                                                                                |
| 林子超     | 安 狄  | 安Sir 地理科老師兼教師校董 於第6集與徐夕合辦「海枯石爛火山岩觀賞團」 於第10集校園祭扮演古希臘武士 |
| 麥秋成     | 麥 秋  | 麥Sir 體育科老師 麥洛克之小叔，對其家教嚴格 被麥洛克指偏心籃球隊 於第10集校園祭扮演李小龙 |
| 陳苑澄     | 文靜嫻 | Miss Man 英文科老師兼教師校董 於第10集校園祭扮演瑪麗蓮夢露 |
| 吳若希     | 嚴悅蘭 | Miss Yim 數學科老師 人如其姓，對學生極為嚴厲，要求亦非常嚴格，不懂得尊重及體諒學生，鼓吹學生對題目要「越難越愛」（亦是其名的諧音） 重視學生學業成績，喜歡進行突擊測驗，每次派發試卷時都會公開學生分數，因此引起眾學生不滿 經常於柯藍面前數落學生 被一眾學生討厭 於第4集登場 |

#### 學生
| 演員   | 角色   | 暱稱／關係 |
| 炎明熹 | 何芊芊 | Gigi 《沒有你還是愛你》、《「複雜」的少女》章節主角 高中生，修讀中史 性格內向，父母關係破裂而困擾 代表物品為常戴之耳筒 愛貓，所養貓名「春卷」 陳婷、葉敏兒之好友，因與葉敏兒做朋友而被馮樂詩針對，後和好 於第6集揭穿馮樂詩就是帶頭欺凌葉敏兒的人 父母離婚後，於第8集決定跟從父親生活 於第10集校園祭扮演火星人 |
| 姚焯菲 | 陳 婷  | Chantel 《靈魂伴侶》章節主角 高中生，修讀地理、中史 性格害羞，有社交恐懼，愛看漫畫，代表物品為漫畫書《靈魂伴侶》（劇中虛構） 暗戀徐夕，並為其親撰情詩，於第7集被其拒絕 麥洛克之暗戀對象，於第7集拒絕其表白，並與其及兄弟幫眾人（倪家廸除外）反目，最後和好 何芊芊、葉敏兒之好友，因與葉敏兒做朋友而被馮樂詩針對，後和好 於第10集校園祭扮演天使 |
| 鍾柔美 | 葉敏兒 | Yumi 《被欺凌的「傻人」》章節主角 高中生 性格隨和，渴望當領袖，但遭受同學欺凌 因與甄賢登過從甚密，被馮樂詩針對，於第8集和好 何芊芊、陳婷之好友 跳唱Forever Young! 女團組合成員 於第6集被馮樂詩誣捏自己在洗手間弄傷她，後在倪韻廸作證下得到平反。後和馮樂詩和好 於第10集校園祭扮演小紅帽 |
| 詹天文 | 倪韻廸 | Windy 《Head Boy Head Girl，別難過》、《「複雜」的少女》、《補習天王的「偉大航道」》章節主角 高中生 白羊座 倪家廸之妹，曾經妒忌哥哥，後和好 性格逆來順受，渴望被重男輕女的父母重視 與葉敏兒為小學同學、與楊愛琳為幼稚園同學 熱愛音樂，其吉祥物為樂譜 跳唱Forever Young! 女團組合成員 於第5集在歌劇聲樂比賽勝出 於第6集作為證人，指出是馮樂詩在洗手間故意撞到葉敏兒 於第8集聽從父母安排，為治理其兄長之先天性心瓣疾病，準備於接下來的上學期考試開始前舉家移民外國 於第9集片尾向本我學院申請退學，陪同倪家廸前往外國繼續學業                                                                  |
| 文凱婷 | 楊愛琳 | Aeren 《「複雜」的少女》章節主角 高中生，修讀地理 楊俊軒、楊陳善婷之女 母親是怪獸家長 性格爽朗 與倪韻廸為幼稚園同學 跳唱Forever Young! 女團組合成員 參選女學生長，並於第5集當選 學業成績僅次於胡基，遵照母親指令，服食藥物以求保持學業佳績 於第8集向其母表示其決定停止服藥並希望靠自己能力爭取好成績 於第10集校園祭扮演《反斗奇兵4》中的牧羊女 |
| 潘靜文 | 張雪文 | Sherman 《補習天王的「偉大航道」》章節主角 高中生，修讀地理 懂多國語言，常用外語作口頭禪 與倪韻廸為小學同學 暗戀倪家廸，於第9集與其成為情侶 跳唱Forever Young! 女團組合成員 於第10集校園祭扮演春麗 |
| 林君蓮 | 李香蓮 | 蓮姐 高中生，修讀地理 性格迷信，喜歡占卜，相信超自然力量，代表物品為常手持的水晶球 經常以塔羅牌為同學及汪善美指點迷津 與高富力是鬥氣冤家 跳唱Forever Young! 女團組合成員 於第10集校園祭扮演黑魔 |
| 林沚羿 | 馮樂詩 | Venus 《「複雜」的少女》章節主角 高中生，修讀地理 口頭禪為「你話係咪先？」（你說是不是？） 經常把「都」寫成「do」 甄賢登之前女友 因甄賢登和葉敏兒過從甚密而心生妒忌，並針對葉敏兒，並因何芊芊和陳婷跟葉敏兒做朋友而針對兩人，後於第8集與葉敏兒和好 於第6集誣捏葉敏兒在洗手間弄傷自己，後被倪韻廸作證是其在洗手間故意撞到葉敏兒，後被何芊芊揭穿自己就是帶頭欺凌葉敏兒的人，在向甄賢登發難後傷心離開，並不出席實地考察 於第8集欲因遭甄賢登拋棄之情傷而跳樓輕生，後經汪善美勸導下打消念頭，後向曾被自己欺凌的葉敏兒道歉並解開心結 於第10集校園祭扮演狼女（與葉敏兒所扮演的小紅帽有著宿敵意味） |
| 蔡愷穎 | 盧麗勝 | Lolita 高中生，修讀地理 葉亞馳之女友 於第10集校園祭扮演蘿莉塔 |
| 張馳豪 | 倪家廸 | Aska 《Head Boy Head Girl，別難過》、《「複雜」的少女》、《補習天王的「偉大航道」》章節主角 高中生 倪韻廸之兄，非常疼惜妹妹 性格正直，高材生，運動健將 代表物品為吉他 張雪文之暗戀對象，於第9集向其表白並與其成為情侶 患有先天性心瓣疾病 「兄弟幫」男團組合成員，與籃球隊校隊不和 於第5集當選男學生長，同集心臟不適在街上暈倒入院 於第8集聽從父母安排，為治理自己的先天性心瓣疾病，準備於接下來的上學期考試開始前舉家移民外國 於第9集片尾向本我學院申請退學，前往外國繼續學業 |
| 冼靖峰 | 葉亞馳 | Archie 《「複雜」的少女》章節主角 高中生 性格愛美，代表物品為常用的潤唇膏 盧麗勝之男友 母親是怪獸家長 「兄弟幫」男團組合成員，與籃球隊校隊不和 為免學校取消校園祭活動，於第8集在家長教師會會議上向柯校長及一眾老師及家長代表許下承諾，保證全級同學能於接下來的上學期考試中成績提升一個等級，否則校園祭便按家長代表意見取消，但因此令自己承受過大壓力而經常失眠 於第10集在上學期英文考試中取得佳績，成績提升三個等級 於第10集校園祭扮演熱狗 |
| 何晉樂 | 麥洛克 | Rock 高中生，修讀地理 麥秋之侄子 暗戀陳婷，於第7集向其表白但被拒絕 「兄弟幫」男團組合成員，與籃球隊校隊不和 於第10集校園祭扮演樽裝番茄醬 |
| 劉展霆 | 甄賢登 | Eden 高中生，修讀地理 馮樂詩之前男友 葉敏兒之學生長選舉助手及好友 「兄弟幫」男團組合成員，與籃球隊校隊不和 於第10集校園祭扮演貓王 |
| 李紹堅 | 黎少堅 | Marktwo 高中生，修讀地理 「兄弟幫」男團組合成員，與籃球隊校隊不和 於第10集校園祭扮演阿拉丁 |
| 林智樂 | 高富力 | Felix 《#即影即友》章節主角 高中生 富家子弟，具生意頭腦，性格愛炫耀，髮型與人設與日本動漫《櫻桃小丸子》的角色花輪和彥酷似 因父母長年在外謀生而缺乏雙親關顧 胡基之好友 與李香蓮是鬥氣冤家 於第10集校園祭扮演江戶川柯南 |
| 孫漢霖 | 胡 基  | 火雞 《#即影即友》章節主角 高中生 學霸 年少喪父，由母親獨力撫養 高富力之好友，經常跟隨之 樂於為其他同學做功課，其實是覺得自己貧窮，認為自己要為他們做事才可以融入他們 愛玩扭計骰 於第10集校園祭扮演《千與千尋》中的無臉男 |
| 黃奕斌 | 胡曉剛 | Hugo 《兄弟幫》章節主角 高中生 胡迪、謝翠絲之子 跳舞網絡紅人，非常熱愛跳舞 被診斷患有ADHD 於第1集登場，於第4集片尾得謝翠絲批准，向本我學院申請退學，並轉往朱林亞舞蹈學院 |
| 鄭雋熹 | 戴 熹  | 大舊 籃球隊校隊成員，與兄弟幫男團組合不和 |
| 林浩文 | 陳志求 | 傻波 籃球隊校隊成員，與兄弟幫男團組合不和 |
| 簡家麒 | 鍾國麒 | 麒麟 籃球隊校隊成員，與兄弟幫男團組合不和 |
| 蔡子聰 |        | 高中班同班同學 |
| 林家樂 |        | 高中班同班同學 |
| 劉芷玲 |        | 高中班同班同學 |
| 曹銦玲 |        | 高中班同班同學 |
| 葉進康 |        | 同學 |
| 胡敏芝 |        | 同學 |
| 湯之欣 |        | 同學 |
| 黎瑞業 |        | 同學 |
| 區俊賢 |        | 同學 |
| 曾文心 |        | 同學 |

### 其他演員／特別演出
- 按出場序排列

| 演員   | 角色     | 暱稱／關係 |
| 姜皓文 |          | 何芊芊之父，非常疼愛其 於第8集正式與何芊芊之母離婚，後因何芊芊決定而與其繼續生活（第1、3、8集）                                                                                        |
| 小龍女 | 春 卷    | 貓仔 何芊芊之寵物（第1、3、8集） |
| 楊證樺 |          | 倪家廸、倪韻廸之父 商人 重男輕女，重視倪家廸，但忽略倪韻廸 為治理倪家廸之先天性心瓣疾病，於第8集決定於倪家廸及倪韻廸在本我學院接下來的上學期考試開始前，舉家移民外國（第1、5、8－9集） |
| 沈可欣 |          | 倪家廸、倪韻廸之母 重男輕女，重視倪家廸，但忽略倪韻廸 為治理倪家廸之先天性心瓣疾病，於第8集決定於倪家廸及倪韻廸在本我學院接下來的上學期考試開始前，舉家移民外國（第1、5、8－9集）      |
| 李俊華 | 馬先生   | 地產經紀 於第8集陪同女兒Luna參與本我學院小學部入學面試（第1、8集） |
| 黃美棋 | 何家欣   | 極速約會主持 汪善美之好友兼舊同學 本我學院舊生 中學時期曾因患有情緒病而自殘並企圖跳樓輕生，後得汪善美與朱智清及時阻止（第2、9-10集）                                                   |
| 陳 煒  |          | 何芊芊之母 於第3集因外遇向何芊芊之父提出離婚，但被對方拒絕 於第8集與何芊芊之父離婚，後要求取得何芊芊之管養權，但因何芊芊選擇跟隨父親繼續生活而不果（第3、8集）                         |
| 黎燕珊 | 謝翠絲   | 胡曉剛之母 胡迪之妻 核數師（第4、8集） |
| 李 悅  | Saku     | 跳舞網絡紅人 仰慕胡曉剛（第4、7集） |
| 蘇麗明 |          | 胡基之母 丈夫於早年去世 街市菜販（第7－8集） |
| 錢嘉樂 | 楊俊軒   | 楊愛琳之父 本我學院家長校董 對妻子言聽計從並毫無立場 於第8集出席家長教師會會議，堅持要求學校取消校園祭，但最後失敗（第8集）                                                            |
| 湯盈盈 | 楊陳善婷 | 楊愛琳之母 本我學院家長教師會主席兼家長校董 怪獸家長 要求楊愛琳服食藥物以提高學業成績 於第8集出席家長教師會會議，堅持要求學校取消校園祭，但最後失敗（第8集）                           |
| 楊玉梅 |          | 葉亞馳之母 於第8集出席家長教師會會議，要求學校取消校園祭（第8集） |
| C 君   | 施Sir    | 中文科補習天王（第9集） |

## 每集列表
| 集數   | 首播日期 | 標題                       | 章節主角                                                                                       | 備註   |
| 2021年 |          |                            |                                                                                                |        |
| 01     | 12月5日  | 陽光開學禮                 | 本我學院學生、教職員                                                                           | [ 25 ] |
| 02     | 12月12日 | 被欺凌的「傻人」           | 葉敏兒（Yumi）                                                                                 | [ 25 ] |
| 03     | 12月19日 | 沒有你還是愛你             | 何芊芊（Gigi）                                                                                 | [ 25 ] |
| 04     | 12月26日 | 兄弟幫                     | 胡曉剛（Hugo）                                                                                 | [ 25 ] |
| 2022年 |          |                            |                                                                                                |        |
| 05     | 1月9日   | Head Boy Head Girl，別難過 | 倪韻廸（Windy） 倪家廸（Aska）                                                                 | [ 25 ] |
| 06     | 1月16日  | 靈魂伴侶                   | 陳婷（Chantel）                                                                                | [ 25 ] |
| 07     | 1月23日  | #即影即友                  | 高富力（Felix） 胡基（火雞）                                                                   | [ 25 ] |
| 08     | 1月30日  | 「複雜」的少女             | 馮樂詩（Venus） 何芊芊（Gigi） 葉亞馳（Archie） 楊愛琳（Aeren） 倪家廸（Aska） 倪韻廸（Windy） | [ 26 ] |
| 09     | 2月6日   | 補習天王的「偉大航道」     | 倪家廸（Aska） 張雪文（Sherman） 倪韻廸（Windy）                                               | [ 27 ] |
| 10     | 2月13日  | 青春校園祭                 | 本我學院學生、教職員                                                                           | 大結局 |

## 歌曲
| #                  | 歌曲 | 主唱                                                                                           | 作曲                           | 填詞                              | 編曲           | 監製           | 集數                          |
| 主題曲、片尾曲     | 主題曲、片尾曲 | 主題曲、片尾曲                                                                                 | 主題曲、片尾曲                 | 主題曲、片尾曲                    | 主題曲、片尾曲 | 主題曲、片尾曲 | 主題曲、片尾曲                |
| ------------------ | --- | ---------------------------------------------------------------------------------------------- | ------------------------------ | --------------------------------- | -------------- | -------------- | ----------------------------- |
|                    | 青春本我 | 何晉樂、冼靖峰                                                                                 | Andy Schaub                    | Andy Schaub、李敏、文凱婷、何晉樂 | Johnny Yim     | Johnny Yim     | 每集                          |
| 原創插曲（共10首） | |                                                                                                |                                |                                   |                |                |                               |
| 1                  | 快啲快啲 | 文凱婷、冼靖峰、張馳豪、林智樂、黃奕斌、林君蓮、蔡愷穎、何晉樂、潘靜文、孫漢霖、林沚羿、詹天文 | Johnny Yim                     | 李敏、彭嘉維                      | Johnny Yim     | Johnny Yim     | 第一、十集                    |
| 2                  | 兄弟幫 （Basketball Battle Dance Version）                                                                               | 張馳豪、劉展霆                                                                                 | 劉展霆、張馳豪、冼靖峰、林君蓮 | 張馳豪                            | 張馳豪         | 張馳豪         | 第一集                        |
| 3                  | 自我推介（I Me Mine Myself）                                                                                             | 鍾柔美、文凱婷、詹天文、林君蓮、潘靜文                                                         | Johnny Yim                     | 李敏                              | Johnny Yim     | 第二、十集     |                               |
| 4                  | 傻人 | 鍾柔美                                                                                         | 林君蓮                         | 李敏、冼靖峰                      | Johnny Yim     | 第二集         |                               |
| 5                  | 兄弟幫 （BroMance Dance Version）                                                                                        | 張馳豪、冼靖峰、何晉樂、劉展霆、李紹堅                                                         | 張馳豪、冼靖峰、林君蓮         | 張馳豪、彭嘉維                    | Johnny Yim     | 第四集         |                               |
| 6                  | 別難過 （國語） | 文凱婷、張馳豪                                                                                 | 張馳豪                         | 張馳豪                            | Johnny Yim     | 第五、九集     |                               |
| 7                  | Had It All （英語） | Andy Schaub                                                                                    | Andy Schaub                    | Andy Schaub                       | Andy Schaub    | Andy Schaub    | 第六至八集                    |
| 8                  | 靈魂伴侶 | 姚焯菲                                                                                         | 梁秉仁                         | 李敏、何晉樂                      | Johnny Yim     | 第六集         |                               |
| 9                  | #即影即友 | 炎明熹、姚焯菲、鍾柔美                                                                         | 彭嘉維                         | 彭嘉維                            | Johnny Yim     | 第七集         |                               |
| 10                 | 複雜 （國語） | 炎明熹                                                                                         | 張馳豪、林君蓮                 | 張馳豪                            | Johnny Yim     | 第八集         |                               |
| 翻唱/改編插曲      | |                                                                                                |                                |                                   |                |                |                               |
| 1                  | Medley：開學禮、陽光 | 全劇主要演員                                                                                   | 吳國恩、福山雅治               | 黃偉文、劉卓輝                    |                |                | 第一集                        |
| 2                  | 小故事 | 王灝兒、全劇主要演員                                                                           | 林家謙                         | 陳詠謙                            |                |                | 第三集（獨唱） 第十集（合唱） |
| 3                  | 沒有你還是愛你 | 炎明熹                                                                                         | Beverly Craven                 | 周禮茂                            |                |                | 第三集                        |
| 4                  | 無條件 | 王灝兒                                                                                         | Eric Kwok                      | 袁兩半                            |                |                | 第三集                        |
| 5                  | 學海無涯 越難越愛 | 吳若希                                                                                         | 徐洛鏘                         | 張美賢                            |                |                | 第四集                        |
| 6                  | Les Contes d'Hoffmann（《霍夫曼的故事》）第一幕：Les oiseaux dans la charmille（〈林中之鳥〉，又名〈洋娃娃之歌〉；法語） | 詹天文                                                                                         | Jacques Offenbach              | Jacques Offenbach                 |                |                | 第五集                        |
| 7                  | 戀愛預告 | 吳業坤、王灝兒、姚焯菲                                                                         | 陳百強                         | 鄭國江                            |                |                | 第六集                        |
| 8                  | 原來她不夠愛我 | 吳業坤                                                                                         | Larry Wong                     | 林若寧                            |                |                | 第九集                        |
| 9                  | 偉大航道 | C君                                                                                            | C君                            | C君                               |                |                | 第九集                        |
| 10                 | 拼圖 | 《聲夢傳奇》第一季學員                                                                         | 張馳豪                         | 張馳豪、冼靖峰                    |                |                | 第九集                        |

## 收視
本劇於香港無綫電視翡翠台之收視紀錄：
| 集數 | 日期           | 直播收視 | 備註                  |
| 01   | 2021年12月5日  | 16.8點   | 7天跨平台收視為19.1點 |
| 02   | 2021年12月12日 | 14.6點   |                       |
| 03   | 2021年12月19日 | 11.5點   |                       |
| 04   | 2021年12月26日 | 12.1點   |                       |
| 05   | 2022年1月9日   | 16.1點   |                       |
| 06   | 2022年1月16日  | 16.5點   |                       |
| 07   | 2022年1月23日  | 14.6點   |                       |
| 08   | 2022年1月30日  | 14.9點   |                       |
| 09   | 2022年2月6日   | 14.7點   |                       |
| 10   | 2022年2月13日  | 16.2點   |                       |
| 全劇 | 全劇           | 14.8點   |                       |

## 製作

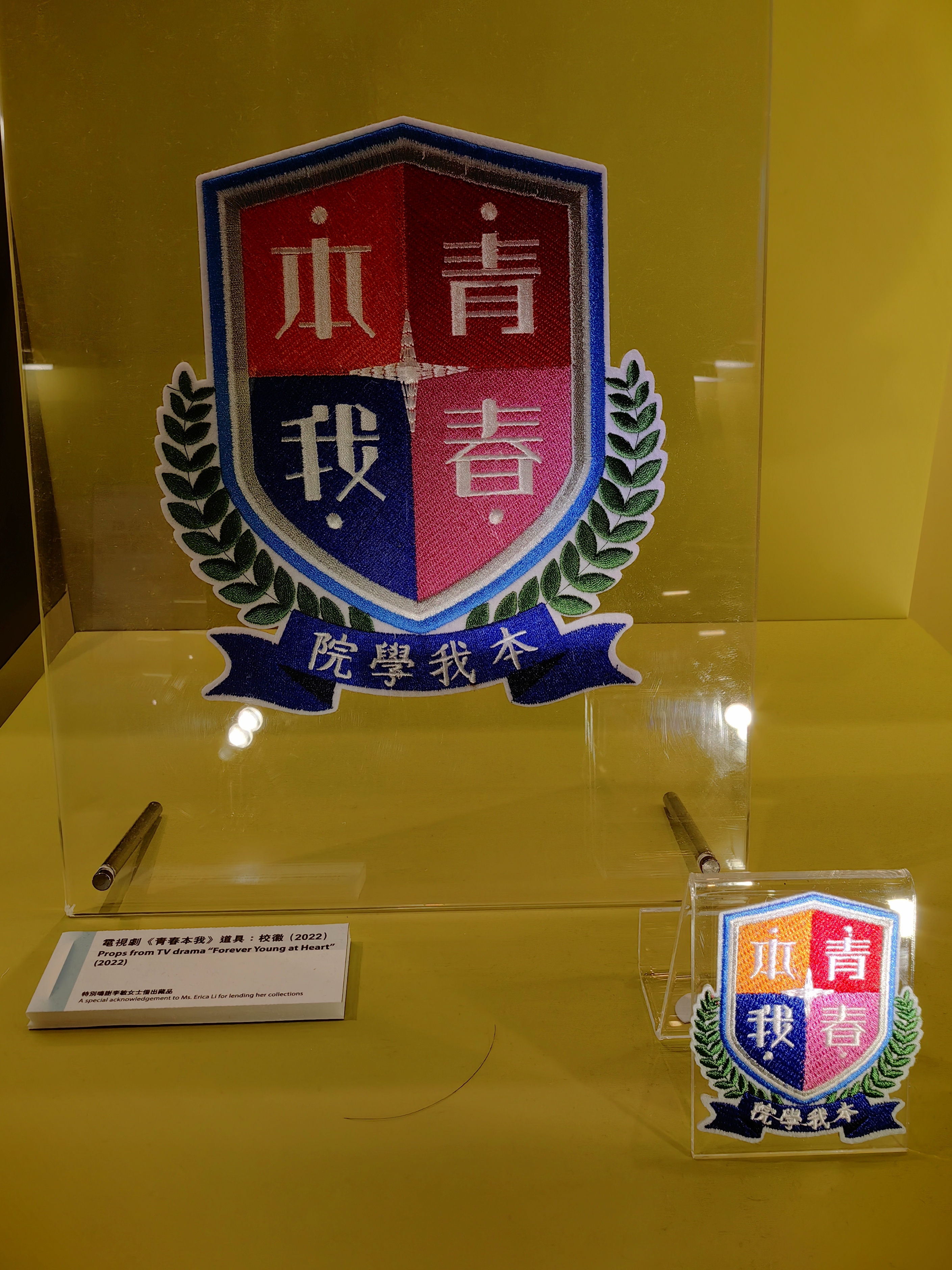
《青春本我》道具：校徽

無綫電視並不多製作以校園為主題的劇集，有說此劇是繼2004年《青出於藍》、2011年《點解阿Sir係阿Sir》，無綫相隔十年後再度拍攝以中學校園為主題的電視劇。
無綫乘著選秀節目《聲夢傳奇》的熱潮開拍本劇，以甚短的時間籌備和攝製。本劇於2021年9月底開始拍攝，10月3日舉行開鏡儀式，11月20日煞科，煞科與播映之間僅相差15天，有說為近年相距時間最短的非處境劇集。
此劇特色為近似美國電視電影《歌舞青春》的青春歌舞元素。而曾修讀心理學的總導演兼編審李敏，亦加入了心理學元素於其中。
此劇的十多位主要演員演員大部分沒有演戲經驗，因此李敏在拍攝前特地與獨立會面，以了解他們，度身訂造角色，李敏認為沒有經驗的演員最好是演回自己。她又為這些新人撰寫備忘錄，解說演戲的各種注意事項。
選角方面，請來了楊證樺與沈可欣、錢嘉樂與湯盈盈兩對現實中的夫妻飾演學生父母。
取景方面，此劇與同期拍攝製作的ViuTV《I SWIM》劇中校園均取景自九龍塘陳樹渠紀念中學舊校舍。此劇亦有於沙田學院及黃竹坑香港加拿大國際學校取景。
此劇的製作特輯《青春本我開學了!!》，在2021年12月4日20:30－20:35及12月5日13:15－13:20，於翡翠台播映。台灣OTT由LiTV 線上影視同步跟播上架。

## 宣傳
劇組曾安排兩次快閃跳舞宣傳活動，分別為女演員鍾柔美、詹天文、文凱婷、林君蓮、潘靜文、林沚羿、蔡愷穎於2021年12月12日在尖沙咀彌敦道北行近栢麗購物大道巴士站的《青春本我》廣告燈箱前快閃跳舞，並即場演唱該劇插曲《自我推介》；兩星期後的12月26日，男演員冼靖峰、何晉樂、張馳豪、李紹堅、劉展霆於東角百德新街及尖沙咀天星碼頭進行快閃跳舞，包括演唱插曲《兄弟幫》。

## 迴響

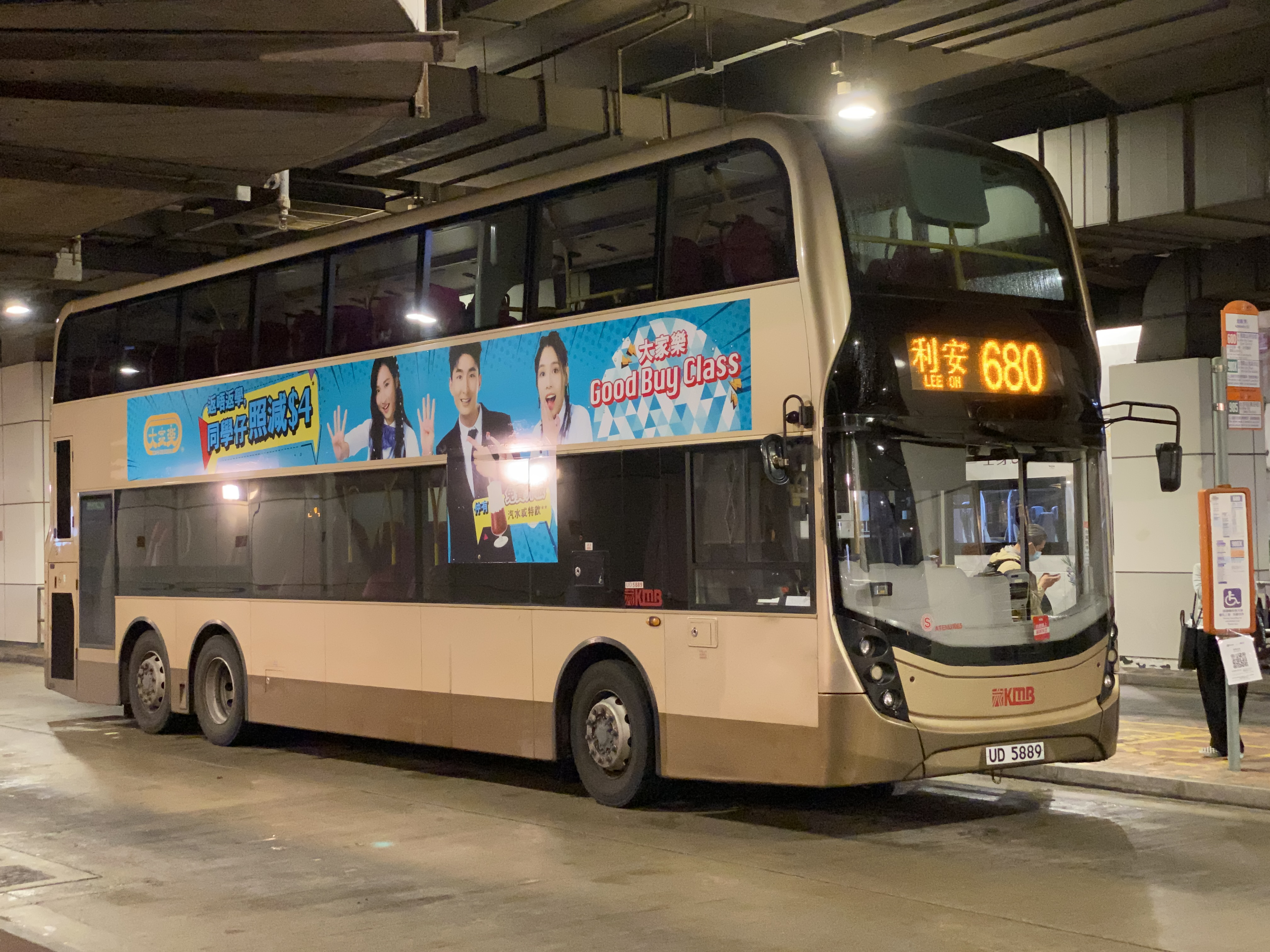
2022年，《大家樂 x 青春本我》廣告巴士

### 周邊產品
此劇播出後成為網上熱話，其後推出的周邊產品，包括同名紀念冊、原聲大碟，銷量均甚佳。
- 無綫電視於2022年1月推出和此劇同名的紀念冊，紀念冊中除了有劇照和劇集創作的歌曲的相關歌詞外，亦記錄了一眾演員的「心底話」配上他們的日常生活照、學生照及童年照，例如炎明熹寫下「千字文」流露對整個拍攝團隊的不捨。紀念冊推出後引發搶購潮，形成一書難求的現象。為了滿足一眾劇迷，劇組趕印第二版。[79][80][81][82]
- 除同名紀念冊外，無綫電視亦定於2022年2月14日推出電視原聲大碟，收錄此劇主題曲暨片尾曲以及八首原創插曲，並隨碟附送海報及一套八張迷你明信片。[29]大碟開售後引來搶購潮，多家唱片店的存貨均被搶購一空，其後並登上不同銷售平台的唱片銷量榜前列位置，如YesAsia暢銷產品第一位、Sky Music天空銷售榜第一位、iTunes香港專輯榜第五位，以及香港唱片商會銷量榜2022年第8週（2月16日至2月22日）冠軍唱片等。[83]因應銷售佳績，無綫電視於同年3月14日推出大碟第二版。[84]
- 乘著電視劇熱潮，張馳豪、鍾柔美、林君蓮成為連鎖快餐店大家樂的代言人，消息一出，有近年專門惡意狙擊無綫廣告客戶的社交媒體便呼籲其支持者在大家樂的社交平台「派嬲」，並引起網上罵戰[85][86]。大家樂於5月10日起一連三週推出「聲夢閃咭套餐」，有炎明熹、姚焯菲、冼靖峰及原來的三位代言人，一共6位《聲夢傳奇》學員的個人卡及3款特別版組合卡，推出後引起搶購潮並宣佈加推兩星期。[87]

### 評論
《明報周刊》的視評人岑傲明認為此劇的設定貼近現實但也很常見，雖然劇情上亮點不多，難得的是演員們有不少仍處於學生階段，有著真實的青春氣息。而出身《聲夢傳奇》的演員能參與劇中歌曲創作，也是他們真正的青春回憶。
傳媒人查小欣認為此劇是《聲夢傳奇》學員可持續發展的基地，提供機會給他們發揮及磨練演技、歌藝和舞藝的機會，加深觀眾對他們的印象，並由他們帶出現時香港年輕人面對的煩惱和社會話題，讓觀眾更了解新一代的想法，關注年輕人的精神健康。查小欣亦讚揚劇集亦能反映現時香港學生的校園生活，緊貼年輕人步伐，容易引起年輕人共鳴，同時亦勾起家庭觀眾的集體回憶。

## 節目調動
- 2022年1月2日：因於20:00-23:00直播《萬千星輝頒獎典禮2021》，當日暫停播映。

## 衍生作品
劇中角色倪家廸（張馳豪飾）因需離港並移民外國治病，故與張雪文（潘靜文飾）展開異地戀。為配合此劇情，張馳豪及潘靜文於此劇大結局後推出由二人共同作曲、填詞及合唱的國語歌曲《你的晚安 我的早餐》。

## 獎項及提名
| 年份 | 頒獎禮                                                          | 獎項 | 單位 | 結果     |
| ---- | --------------------------------------------------------------- | --- | --- | -------- |
| 2022 | 2022紐約電視電影節 （2022 New York Festivals TV & Film Awards） | 娛樂節目 兒童/青少年節目組別 （Entertainment Program Childrens/Youth）                                   | 《青春本我》 | 銅獎     |
| 2022 | 2022亞洲影藝創意大獎                                            | 最佳主題曲或主題音樂 - 香港地區冠軍 （Best Theme Song or Title Theme - National Winner - Hong Kong SAR） | 《青春本我》（主題曲）                                                                                           | 獲獎     |
| 2022 | 2022亞洲影藝創意大獎                                            | 最佳主題曲或主題音樂 - 亞洲冠軍                                                                          | 《青春本我》（主題曲）                                                                                           | 提名     |
| 2023 | 萬千星輝頒獎典禮2022                                            | 最佳劇集                                                                                                 | 《青春本我》 | 提名     |
| 2023 | 萬千星輝頒獎典禮2022                                            | 最佳男主角                                                                                               | 吳業坤 | 提名     |
| 2023 | 萬千星輝頒獎典禮2022                                            | 最佳女主角                                                                                               | JW王灝兒 | 提名     |
| 2023 | 萬千星輝頒獎典禮2022                                            | 最受歡迎電視男角色                                                                                       | 葉 坤（吳業坤 飾）                                                                                               | 提名     |
| 2023 | 萬千星輝頒獎典禮2022                                            | 最受歡迎電視男角色                                                                                       | 倪家廸（張馳豪 飾）                                                                                              | 提名     |
| 2023 | 萬千星輝頒獎典禮2022                                            | 最受歡迎電視男角色                                                                                       | 麥洛克（何晉樂 飾）                                                                                              | 提名     |
| 2023 | 萬千星輝頒獎典禮2022                                            | 最受歡迎電視男角色                                                                                       | 高富力（林智樂 飾）                                                                                              | 提名     |
| 2023 | 萬千星輝頒獎典禮2022                                            | 最受歡迎電視男角色                                                                                       | 葉亞馳（冼靖峰 飾）                                                                                              | 提名     |
| 2023 | 萬千星輝頒獎典禮2022                                            | 最受歡迎電視男角色                                                                                       | 胡曉剛（黃奕斌 飾）                                                                                              | 提名     |
| 2023 | 萬千星輝頒獎典禮2022                                            | 最受歡迎電視女角色                                                                                       | 汪善美（JW王灝兒 飾）                                                                                            | 提名     |
| 2023 | 萬千星輝頒獎典禮2022                                            | 最受歡迎電視女角色                                                                                       | 何芊芊（炎明熹 飾）                                                                                              | 提名     |
| 2023 | 萬千星輝頒獎典禮2022                                            | 最受歡迎電視女角色                                                                                       | 陳婷（姚焯菲 飾）                                                                                                | 提名     |
| 2023 | 萬千星輝頒獎典禮2022                                            | 最受歡迎電視女角色                                                                                       | 葉敏兒（鍾柔美 飾）                                                                                              | 提名     |
| 2023 | 萬千星輝頒獎典禮2022                                            | 最受歡迎電視女角色                                                                                       | 倪韻廸（詹天文 飾）                                                                                              | 提名     |
| 2023 | 萬千星輝頒獎典禮2022                                            | 最受歡迎電視女角色                                                                                       | 李香蓮（林君蓮 飾）                                                                                              | 提名     |
| 2023 | 萬千星輝頒獎典禮2022                                            | 最受歡迎電視女角色                                                                                       | 張雪文（潘靜文 飾）                                                                                              | 提名     |
| 2023 | 萬千星輝頒獎典禮2022                                            | 最佳男配角                                                                                               | 張馳豪 | 提名     |
| 2023 | 萬千星輝頒獎典禮2022                                            | 最佳男配角                                                                                               | 何晉樂 | 提名     |
| 2023 | 萬千星輝頒獎典禮2022                                            | 最佳男配角                                                                                               | 林智樂 | 提名     |
| 2023 | 萬千星輝頒獎典禮2022                                            | 最佳男配角                                                                                               | 冼靖峰 | 提名     |
| 2023 | 萬千星輝頒獎典禮2022                                            | 最佳男配角                                                                                               | 黃奕斌 | 提名     |
| 2023 | 萬千星輝頒獎典禮2022                                            | 最佳女配角                                                                                               | 炎明熹 | 提名     |
| 2023 | 萬千星輝頒獎典禮2022                                            | 最佳女配角                                                                                               | 姚焯菲 | 提名     |
| 2023 | 萬千星輝頒獎典禮2022                                            | 最佳女配角                                                                                               | 鍾柔美 | 提名     |
| 2023 | 萬千星輝頒獎典禮2022                                            | 最佳女配角                                                                                               | 詹天文 | 提名     |
| 2023 | 萬千星輝頒獎典禮2022                                            | 最佳女配角                                                                                               | 林君蓮 | 提名     |
| 2023 | 萬千星輝頒獎典禮2022                                            | 最佳女配角                                                                                               | 潘靜文 | 提名     |
| 2023 | 萬千星輝頒獎典禮2022                                            | 飛躍進步男藝員                                                                                           | 張馳豪 | 最後五強 |
| 2023 | 萬千星輝頒獎典禮2022                                            | 飛躍進步女藝員                                                                                           | 炎明熹 | 最後五強 |
| 2023 | 萬千星輝頒獎典禮2022                                            | 最受歡迎電視歌曲                                                                                         | 青春本我（主唱：何晉樂、冼靖峰）                                                                                 | 最後十強 |
| 2023 | 萬千星輝頒獎典禮2022                                            | 最受歡迎電視歌曲                                                                                         | 快啲快啲（主唱：林智樂、孫漢霖、張馳豪、詹天文、潘靜文、林沚羿、文凱婷、蔡愷穎、林君蓮、何晉樂、冼靖峰、黃奕斌） | 提名     |
| 2023 | 萬千星輝頒獎典禮2022                                            | 最受歡迎電視歌曲                                                                                         | 複雜（主唱：炎明熹）                                                                                             | 提名     |
| 2023 | 萬千星輝頒獎典禮2022                                            | 最受歡迎電視歌曲                                                                                         | 靈魂伴侶（主唱：姚焯菲）                                                                                         | 提名     |
| 2023 | 萬千星輝頒獎典禮2022                                            | 最受歡迎電視歌曲                                                                                         | 別難過（主唱：張馳豪、文凱婷）                                                                                   | 提名     |
| 2023 | 萬千星輝頒獎典禮2022                                            | 最受歡迎電視歌曲                                                                                         | 自我推介（主唱：鍾柔美、文凱婷、詹天文、林君蓮、潘靜文）                                                         | 提名     |
| 2023 | 萬千星輝頒獎典禮2022                                            | 最受歡迎電視歌曲                                                                                         | #即影即友（主唱：炎明熹、姚焯菲、鍾柔美）                                                                        | 提名     |
| 2023 | 萬千星輝頒獎典禮2022                                            | 最受歡迎電視歌曲                                                                                         | 兄弟幫（主唱：冼靖峰、何晉樂、張馳豪、劉展霆、李紹堅）                                                           | 提名     |
| 2023 | 萬千星輝頒獎典禮2022                                            | 最受歡迎電視歌曲                                                                                         | 傻人（主唱：鍾柔美）                                                                                             | 提名     |
| 2023 | 萬千星輝頒獎典禮2022                                            | 最受歡迎電視歌曲                                                                                         | Had It All（主唱：Andy Schaub）                                                                                  | 提名     |
| 2023 | 萬千星輝頒獎典禮2022                                            | 最受歡迎電視拍檔                                                                                         | 吳業坤、JW王灝兒                                                                                                 | 提名     |
| 2023 | 萬千星輝頒獎典禮2022                                            | 馬來西亞最喜愛TVB電視劇集                                                                                | 《青春本我》 | 提名     |
| 2023 | 萬千星輝頒獎典禮2022                                            | 馬來西亞最喜愛TVB男主角                                                                                  | 吳業坤 | 提名     |
| 2023 | 萬千星輝頒獎典禮2022                                            | 馬來西亞最喜愛TVB女主角                                                                                  | JW王灝兒 | 提名     |

## 外部連結
- . tvb.com. （原始内容存档于2022-09-28） （中文（香港））.
- . TVB Weekly. （原始内容存档于2022-05-11） （中文（香港））.
- . TVB Weekly. （原始内容存档于2022-05-11） （中文（香港））.
- 豆瓣电影上《青春本我》的資料 （简体中文）

## 電視節目的變遷
| 香港 無綫電視翡翠台／ 澳門 TVB Anywhere 逢星期日 20:30－21:30 · 2022年1月2日暫停播映 | 香港 無綫電視翡翠台／ 澳門 TVB Anywhere 逢星期日 20:30－21:30 · 2022年1月2日暫停播映                    | 香港 無綫電視翡翠台／ 澳門 TVB Anywhere 逢星期日 20:30－21:30 · 2022年1月2日暫停播映 |
| ------------------------------------------------------------------------------------ | --- | ------------------------------------------------------------------------------------ |
|                                                                                      | 青春本我 （2021年12月5日－2022年2月13日）                                                               |                                                                                      |
| 星光熠熠耀保良 （2021年11月28日） （20:30-23:00）                                    | 2022北京冬季奧運會閉幕典禮 （2022年2月20日） （19:55-22:30）聲夢JUNIOR （2022年2月27日－2022年3月27日） |                                                                                      |

| 马来西亚、 菲律賓 翡翠台 逢星期日 20:30－21:30 · 2022年1月2日暫停播映 | 马来西亚、 菲律賓 翡翠台 逢星期日 20:30－21:30 · 2022年1月2日暫停播映                                   | 马来西亚、 菲律賓 翡翠台 逢星期日 20:30－21:30 · 2022年1月2日暫停播映 |
| --------------------------------------------------------------------- | --- | --------------------------------------------------------------------- |
|                                                                       | 青春本我 （2021年12月5日－2022年2月13日）                                                               |                                                                       |
| 星光熠熠耀保良 （2021年11月28日） （20:30-23:00）                     | 2022北京冬季奧運會閉幕典禮 （2022年2月20日） （19:55-22:30）聲夢JUNIOR （2022年2月27日－2022年3月27日） |                                                                       |